# Bitka pri Saratogi
Bitka pri Saratogi je bila pravzaprav niz bitk v ameriški vojni za neodvisnost, ki so se odvijale v bližini kraja Saratoga Springs, kakih 240 km severno od New Yorka.

## Ozadje
Spomladi leta 1777 so Britanci iskali način, kako podrediti ameriške upornike. Leta 1776 so Britanci uspešno zavzeli New York City in pregnali vojsko Georgea Washingtona čez New Jersey, preden sta bitki pri Trentonu in Princetonu obrnili tok v korist Amerike in prisilili britansko vojsko pod generalom Williamom Howejem nazaj v New York City. Medtem, ko je Howe razmišljal o napadu na ameriško prestolnico Filadelfijo, je britanski general John Burgoyne predlagal trojni napad na mesto Albany, New York, da bi odrezal kolonije Nove Anglije od tistih južno in zahodno od reke Hudson. Lord Germain, britanski minister, odgovoren za vojno, je Burgoynu dal dovoljenje za začetek kampanje spomladi leta 1777.
Kampanja skoraj takoj naletela na težave, saj so bila Germainova naročila slabo sporočena. Medtem, ko je Germain odobril Burgoynov načrt z mislijo, da ga bo Howe nekako podprl, je odobril tudi Howev načrt za napad na Filadelfijo. Vendar pa se je del Burgoynovega načrta zanašal na to, da bo Howe vsaj simuliral napad po reki Hudson iz New York Cityja. Poleg te zmede glede vloge, ki jo je moral odigrati Howe, sta imela Burgoyne in Howe sporen odnos, kar je napovedovalo katastrofo.
Burgoyne je junija 1777 svojo vojsko 7.000 britanskih rdečih plaščev, nemških pomožnih enot, lojalistov in indijanskih zaveznikov premaknil iz Kanade. Burgoynova vojska je plula po jezeru Champlain in zavzela nebranjeno utrdbo Crown Point. V začetku julija je Burgoyne začel napadati elemente 3.000 mož ameriškega generala Arthurja St. Clair pri utrdbi Ticonderoga. V noči na 5. julij se je St. Clair umaknil iz utrdbe Ticonderoga in naslednje jutro je Burgoynova vojska zavzela to pomembno strateško utrdbo med jezerom Champlain in jezerom George.
Večina St. Clairovih mož se je umaknila skozi današnjo Vermont in 7. julija 1777 so elementi Burgoynove vojske napadli zadnjo stražo Američanov pri Hubbardtonu. Boj je bil silovit in krvav in Američani, čeprav so se dobro borili, so bili pregnani z bojišča. Kljub izgubi bitke je bitka pri Hubbardtonu omogočila glavni ameriški vojski, da je pobegnila Burgoynu in te čete so se izkazale za neprecenljive v prihodnjih mesecih za patriotsko stvar. 8. julija 1777 je bil izoliran oddelek britanskih čet blizu utrdbe Anne skoraj uničen s strani večje patriotske sile. Šele ko jim je zmanjkalo streliva in so se bali, da prihajajo britanske okrepitve, so se ameriške sile še naprej umikale proti jugu. Kljub izgubi obeh bitk so se Američani pogumno borili.
Po zmagah pri Ticonderogi, Hubbardtonu in utrdbi Anne se je Burgoyne odločil, da bo po kopnem odkorakal do utrdbe Edward. To se je izkazalo za pomembno odločitev. Med pohodom je ameriški general Philip Schuyler poskušal Britancem otežiti pohod iz Skenesborougha, kolikor je bilo mogoče, s podiranjem dreves in uničevanjem mostov. Od utrdbe Anne do utrdbe Edward so morali Britanci presekati pot skozi gosto divjino. Pohod je Burgoynu na koncu vzel skoraj mesec dni.
Medtem ko se je Burgoynova vojska vlekla skozi divjino New Yorka, se je drugi krak britanske invazije zapletel. Polkovnik Barry St. Ledger in 1.600 britanskih, lojalističnih in indijanskih vojakov so 25. julija 1777 odpluli iz Montreala do jezera Ontario in se izkrcali pri utrdbi Oswego v zahodnem New Yorku. Odkorakali so proti vzhodu proti Albanyju. Med St. Ledgerjem in Albanyjem je bila utrdba Stanwix, ki jo je držal polkovnik Peter Gansevoort in 750 Američanov. Britanci in Indijanci so 3. avgusta 1777 oblegali majhno utrdbo. 6. avgusta 1777 je kolona patriotske milice pod poveljstvom polkovnika Nicholasa Herkimerja odkorakala na pomoč obleganim Američanom pri Stanwixu. Mnogi Indijanci na britanski strani so postavili zasedo tej pomožni koloni pri Oriskanyju, 6 mi (9,7 km) stran. Bitka pri Oriskanyju je bila neverjetno krvava in se je prevesila sedaj sem in tja. Sčasoma so se britanske sile umaknile, a prav tako tudi reševalna kolona. Ko pa so Britanci izvedeli, da sta bila ameriški general Benedict Arnold in 900 kontinentalcev poslana, da razbremenita Fort Stanwix, so Indijanci St. Ledgerja zapustili. St. Ledger ni imel druge izbire, kot da 22. avgusta 1777 prekine obleganje in se umakne v Fort Oswego. Drugi krak Burgoynovega napada je bil ustavljen.
Medtem sta Burgoyne in njegova sila prispela v Fort Edward. V začetku avgusta je nemški podpolkovnik Friedreich Baum prejel dovoljenje od Burgoyna, da vzame silo 800 nemških, britanskih in lojalističnih vojakov vzhodno od glavne vojske, da bi poiskal boljše konje za svoje dragonce. Baumovi možje so potovali proti območju blizu Benningtona v New Hampshiru. V New Hampshiru je polkovnik milice John Stark zbral silo 1.500 pripadnikov milice iz vse Nove Anglije. 15. avgusta 1777 je Baum dal mnogim svojim možem utrditi vrh hriba in poslal po okrepitve. Naslednje jutro je Stark napadel Baumov položaj. Boj je bil silovit in smrtonosen. Baum in Nemci na vrhu hriba so se pogumno borili, a so jih Starkovi možje na koncu premagali in Baum je bil smrtno ranjen. Ko so ostanki Baumovih mož bežali z bojišča, so prispele okrepitve za Nemce in Britance, vendar prepozno. Tisti dan so se še borili, a prihod več ameriških čet je potisnil britanske sile nazaj. Bitka pri Benningtonu se je izkazala za drago napako za Burgoyna, saj je zaradi nje izgubil skoraj 1.000 mož.
V ameriškem taboru je avgusta Drugi kontinentalni kongreszamenjal generala Philipa Schuylerja z generalom Horatiom Gatesom. Njegova vojska je štela približno 7.000 mož in je bila utaborjena na pečini na zahodni strani reke Hudson, južno od Saratoge v New Yorku. Ta pečina, znana kot Bemis Heights, je bila močan položaj in so jo Američani utrdili. Burgoyne je izvedel za neuspeh St. Ledgerja in dejstvo, da je Howe odšel na svoj poskus zavzetja Filadelfije. Burgoyne je bil zdaj edina kolona, ki je šla proti Albanyju. Septembra sta on in njegova zdaj 6.000-članska vojska prečkala na zahodno stran Hudsona in začela marširati proti Gatesu pri Saratogi.

## Bitka pri Freemanovi farmi
Prva bitka se je zgodila 19. septembra 1777, ko je kakih 4.000 britanskih vojakov pod poveljstvom generala Johna Burgoyna na poti iz Kanade proti spodnjemu toku reke Hudson (tam naj bi se pridružili enotam generala sira Williama Howeja) pri neki farmi naletelo na kakih 3.000 ameriških prostovoljcev pod vodstvom generala Benedicta Arnolda. Ta bitka se je končala neodločeno po dveh urah boja, v katerih sta obe strani utrpeli hude izgube. Britanci so se umaknili v bližnji gozd, Američani pa so zasedli nove položaje na višje ležečem terenu pri Bemis Heights malce južneje od farme.

## Bitka pri Bemis Heights
Kljub velikim izgubam se je britanski general Burgoyne odločil, da bo napadel nove ameriške položaje, kar se je zgodilo 7. oktobra. Burgoyne se v tem trenutku ni zavedal, da so Američani dobili okrepitve in da je medtem njihovo število naraslo na 5.000 mož. Pridružili so se jim namreč vojaki na čelu z generalom Horatiom Gatesom. Američani so bili na napad pripravljeni in so odgovorili s hitrim protinapadom ter prisilili Britance k umiku. Britanci so se ob hudih izgubah umaknili kakih 19 km severno in se tam vkopali. Temu je sledila obkolitev angleških enot.

## Predaja
Burgoynov poveljnik Simon Fraser je naslednje jutro umrl za svojimi ranami in je bil pokopan ob sončnem zahodu naslednji dan. Burgoyne je ukazal vojski, katere utrdbe so bile neprekinjeno nadlegovane s strani Američanov, da se umakne. Ena od posledic spopadov je bila, da je bil general Lincoln tudi ranjen. V kombinaciji z Arnoldovimi ranami je to Gatesa prikrajšalo za njegova dva glavna terenska  poveljnika.
Pred težkim deževjem in napadi na kolono s strani kontinentalne vojske je britanska vojska potrebovala skoraj dva dni, da so prispeli v Saratogo. Burgoyna so ovirale logistične težave v ameriškem taboru, kjer so zamude pri dostavi in razdeljevanju prehrane otežile vojski napredovanje. Gates je ukazal odredom, da zavzamejo položaje na vzhodni strani Hudson reke, da bi preprečili morebitne poskuse prečkanja. Do jutra 13. oktobra je bila Burgoynova vojska popolnoma obkoljena, zato je njegovo svetovanje glasovalo za odprtje pogajanj. Pogoji so bili dogovorjeni 16. oktobra, za katere je Burgoyne vztrajal, da jih imenuje konvencija namesto kapitulacija.
Frederika Charlotte Riedesel, žena poveljnika nemških najemniških enot v svojem dnevniku živo opisuje zmedo in lakoto, ki sta pestila umikajočo britansko vojsko. Njena pripoved o preganjanju in smrti vojakov ter o prestrašenih ženskah, ki so se zatekle v klet tistega, kar je pozneje postalo znano kot "Marshall House", dramatizira obup oblegane vojske.
17. oktobra je Burgoynova vojska kapitulirala s polnimi častmi. Burgoyne je svojo meč predal Gatesu, ki ga je takoj vrnil kot znak spoštovanja. Burgoynova vojska, ki je štela približno 6.000 vojakov je šla mimo in odložila orožje, medtem ko sta ameriški in britanski orkester igrala "Yankee Doodle" in "The British Grenadiers".

## Razplet
V pogojih predaje, ki so postali znani kot Saratoška konvencija, so Britanci pristali na umik iz ZDA. Američani naj bi jih po tej konvenciji spremili do Bostona, od koder naj bi odpluli proti Angliji. Konvencija pa je propadla, ker Drugi kontinentalni kongres ni hotel ratificirati dokumenta. Burgoyne in njegovi vojaki so tako postali vojni ujetniki do končnega podpisa mirovnega sporazuma.